# Diagnostic C.I.V.
Pour plus de détails, voir Fiche technique et Distribution.
Diagnostic C.I.V. est un film français de court métrage réalisé par Henri Fabiani, sorti en 1960. 

## Synopsis
L'établissement du diagnostic C.I.V.  (communication interventriculaire) chez une adolescente et la description d'une opération à cœur ouvert.

## Fiche technique
- Titre : Diagnostic C.I.V.
- Réalisation : Henri Fabiani
- Photographie : André Dumaître
- Musique : Georges Delerue
- Production : Les Écrans Modernes - Fred Tavano
- Pays d'origine : France
- Format : Noir et blanc - 16 mm
- Genre : Documentaire
- Durée : 21 minutes
- Date de sortie : 1960

## Récompense
- 1960 : Médaille d'argent au Festival de Moscou

## Sources
- La Saison Cinématographique 61, p. 370
- François Porcile, Défense du court métrage français, Éditions du Cerf, 1965, p. 232